# Его музыкальная карьера
«Его музыкальная карьера» (англ. His Musical Career, альтернативные названия — Charlie as a Piano Mover / Musical Tramps / The Piano Movers) — короткометражный немой фильм Чарльза Чаплина. Премьера состоялась 7 ноября 1914 года.

## Сюжет
Чарли устраивается грузчиком в магазин музыкальных инструментов. Вскоре он и его коллега Майк получают задание доставить пианино мистеру Богачу и забрать инструмент у мистера Бедняка. Погрузив пианино на повозку, они отправляются в путь, однако путают адреса и делают всё наоборот.

## В ролях
- Чарли Чаплин — Чарли
- Мак Суэйн — Майк
- Чарли Чейз — хозяин магазина
- Фриц Шаде — мистер Богач
- Фрэнк Хейз — мистер Бедняк
- Сесиль Арнольд — жена Богача